# Roberto Bomtempo
Roberto Bomtempo de Castro Júnior (Rio de Janeiro, 27 de maio de 1963) é um ator, diretor e produtor de teatro, cinema e televisão. É professor de interpretação e preparador de elenco brasileiro, sendo filho da atriz Regina Sampaio. Entre 2006 e 2018 foi diretor de telenovelas e preparador de elenco da RecordTV. Entre 2010 e 2018 também foi coordenador da Oficina de Atores da emissora.

## Biografia e carreira
Roberto é ator de mais de quarenta filmes e diretor de quatro longas-metragens. Atuou e dirigiu mais de trinta peças teatrais e  estreou na televisão em 1984, durante um episódio do seriado Caso Verdade, na Rede Globo, mas foi mesmo em 1991 que ganhou destaque como antagonista na telenovela A História de Ana Raio e Zé Trovão. Em 2005 assinou com a RecordTV, interpretando naquele ano o papel de maior destaque de sua carreira em Essas Mulheres, onde veio a conhecer a atriz Miriam Freeland, com quem se casou. Em 2006 fechou com a emissora outro contrato, no qual dedicaria-se menos tempo como ator, para focar-se como diretor e preparador de elenco, estreando na função naquele ano em Bicho do Mato. Em 2010 assumiu um cargo superior no núcleo de dramaturgia da RecordTV ao se tornar coordenador da Oficina de Atores da emissora. Em novembro de 2018 decide deixar a RecordTV após 14 anos.  Em 2019 retornou a Rede Globo, na temporada de Malhação: Toda Forma de Amar onde interpreta Max.

## Filmografia

### Cinema
| Ano  | Título                                        | Personagem                       | Notas                     |
| ---- | --------------------------------------------- | -------------------------------- | ------------------------- |
| 1985 | Urubus e Papagaios                            | Assistente do delegado           |                           |
| 1986 | Os Trapalhões e o Rei do Futebol              | Jogador do Independência         | Figuração (não creditado) |
| 1986 | Rockmania                                     | Fantástico                       |                           |
| 1988 | Banana Split                                  | Emanuel                          |                           |
| 1990 | Barrela - Escola de crimes                    | Louco                            |                           |
| 1990 | O Vendedor                                    | Vendedor                         | Curta-metragem            |
| 1991 | A Maldição do Sanpaku                         | Gafanhoto                        |                           |
| 1993 | O Coringa                                     | —                                | Curta-metragem            |
| 1994 | Lamarca                                       | Fio                              |                           |
| 1995 | Menino Maluquinho - O Filme                   | Carlinhos, o Pai                 |                           |
| 1996 | Quem matou Pixote?                            | Lobato                           |                           |
| 1996 | Seu Garçon Faça o Favor de Me Trazer Depressa | Homem no bar                     | Curta-metragem            |
| 1997 | Guerra de Canudos                             | Pedro                            |                           |
| 1997 | O Cego que Gritava Luz                        | Lucas                            |                           |
| 1997 | Anahy de las Misiones                         | Marcon                           |                           |
| 1999 | Tiradentes                                    | Português do piquenique          |                           |
| 1999 | Mauá - O Imperador e o Rei                    | Visconde de Rio Branco           |                           |
| 1999 | O Dia da Caça                                 | Nestor                           |                           |
| 2000 | Disparos                                      | Claudio                          | Curta-metragem            |
| 2000 | Tepê                                          | Felipe                           | Curta-metragem            |
| 2000 | Tolerância                                    | Júlio                            |                           |
| 2000 | Cronicamente Inviável                         | Osvaldo, namorado de Josilene    |                           |
| 2002 | 2 Perdidos numa Noite Suja                    | Tonho                            |                           |
| 2007 | Achados e Perdidos                            | Souza                            |                           |
| 2011 | Teus Olhos Meus                               | Tio César                        |                           |
| 2011 | Ponto Final                                   | Davi                             |                           |
| 2013 | Cine Holliúdy                                 | Prefeito Olegário Elpídio Maciel |                           |
| 2014 | Mão na Luva                                   | Lúcio                            | [ 7 ]                     |
| 2016 | Por Trás do Céu                               | Proxeneta                        |                           |
| 2018 | Cine Holliúdy 2: A Chibata Sideral            | Prefeito Olegário Elpídio Maciel |                           |
| 2019 | Mão na Cabeça                                 | Léo "Maravalha"                  |                           |
| 2023 | Não Tem Volta                                 | Arlindo                          |                           |

### Televisão
| Ano       | Título                             | Personagem                    | Notas                                     | Emissora          |
| --------- | ---------------------------------- | ----------------------------- | ----------------------------------------- | ----------------- |
| 1984      | Caso Verdade                       | José Manoel                   | Episódio: "O Sonho de Tom"                | Rede Globo        |
| 1986      | Cambalacho                         | Policial                      | Episódio: "12 de junho"                   | Rede Globo        |
| 1989      | Capitães da Areia                  | Wallace                       |                                           | Rede Bandeirantes |
| 1989      | Kananga do Japão                   | Bodoque                       | Episódio: "30 de agosto"                  | Rede Manchete     |
| 1990      | Mãe de Santo                       | Paciente do Dr. Márcio        | [ 8 ]                                     | Rede Manchete     |
| 1991      | A História de Ana Raio e Zé Trovão | Daniel Parreira (Kid Daniel)  |                                           | Rede Manchete     |
| 1992      | As Noivas de Copacabana            | Adilson                       | Episódio: "25 de junho"                   | Rede Globo        |
| 1993      | Contos de Verão                    | Juvenal                       |                                           | Rede Globo        |
| 1993      | Você Decide                        | Banqueiro                     | Episódio: "Faça a Coisa Certa"            | Rede Globo        |
| 1993      | Você Decide                        | Policial                      | Episódio: "Episódio: "Isca de Polícia"    | Rede Globo        |
| 1994      | Você Decide                        | Valdo                         | Episódio: "O Transplante"                 | Rede Globo        |
| 1994      | Você Decide                        | Pedro                         | Episódio: "O Corno Convicto"              | Rede Globo        |
| 1994      | A Madona de Cedro                  | Alfredo                       |                                           | Rede Globo        |
| 1994      | As Pupilas do Senhor Reitor        | Padre José                    |                                           | SBT               |
| 1995      | História de Amor                   | Amigo de Xavier               | Episódio: "3 de outubro"                  | Rede Globo        |
| 1996      | O Campeão                          | Demerval Domingos Braga       |                                           | Rede Bandeirantes |
| 1997      | Você Decide                        | Eduardo                       | Episódio: "Norma"                         | Rede Globo        |
| 1997      | A Justiceira                       | Fernando                      | Episódio: "Cinzas no Planalto"            | Rede Globo        |
| 1997      | Zazá                               | José Fernandes                |                                           | Rede Globo        |
| 1998      | Por Amor                           | Delegado Tenório              | Episódios: "5 de fevereiro–3 de abril"    | Rede Globo        |
| 1998      | Meu Bem Querer                     | Frederico Feijó (Cajão)       |                                           | Rede Globo        |
| 1999      | Você Decide                        | Robson                        | Episódio: "Meu Passado Condena"           | Rede Globo        |
| 1999      | Você Decide                        | Miguel                        | Episódio: "Gol de Placa"                  | Rede Globo        |
| 1999      | Você Decide                        | Heitor                        | Episódio: "O Marido Fantasma"             | Rede Globo        |
| 1999      | Terra Nostra                       | Delegado Eriberto             | Episódio: "5 de novembro"                 | Rede Globo        |
| 2000      | Flora Encantada                    | Jacinto Terror                | Episódio: "3 de maio"                     | Rede Globo        |
| 2001      | Porto dos Milagres                 | Jacques                       | Episódios: "6 de fevereiro–28 de abril"   | Rede Globo        |
| 2001      | A Padroeira                        | Jairo Aguilar                 |                                           | Rede Globo        |
| 2002      | O Quinto dos Infernos              | Sardinha                      |                                           | Rede Globo        |
| 2003      | A Casa das Sete Mulheres           | Manuel Duarte de Aguiar       |                                           | Rede Globo        |
| 2003      | Kubanacan                          | Perón                         | Episódios: "11–12 de julho"               | Rede Globo        |
| 2003      | Chocolate com Pimenta              | Juvenal                       | Episódios: "1–10 de dezembro"             | Rede Globo        |
| 2004      | Linha Direta                       | Comissário Oscar Nunes        | Episódio: "O Caso das Máscaras de Chumbo" | Rede Globo        |
| 2004      | Senhora do Destino                 | José Gilmar de Souza (Gilmar) | Episódios: "11 de agosto–7 de outubro"    | Rede Globo        |
| 2005      | Carga Pesada                       | Gonçalo                       | Episódio: "O Corno Sou Eu"                | Rede Globo        |
| 2005      | Carandiru, Outras Histórias        | Reinaldo Pereira Gomes        | Episódio: "O Julgamento"                  | Rede Globo        |
| 2005      | Essas Mulheres                     | Mário Cunha                   |                                           | RecordTV          |
| 2006      | Bicho do Mato                      | Sebastião Moura (Piauí)       | Episódios: "18 de julho–5 de setembro"    | RecordTV          |
| 2008      | Chamas da Vida                     | Docinho / Marcos              | Episódio: "28 de outubro–4 de dezembro"   | RecordTV          |
| 2010      | A História de Ester                | Narrador                      |                                           | RecordTV          |
| 2012      | Máscaras                           | José Maria Galvão (Zezé)      |                                           | RecordTV          |
| 2014–18   | Conselho Tutelar                   | Sereno de Almeida             |                                           | RecordTV          |
| 2015      | Vitória                            | Sereno de Almeida             | Episódios: "16–20 de março"               | RecordTV          |
| 2015      | Milagres de Jesus                  | Barrabás                      | Episódio: "Barrabás"                      | RecordTV          |
| 2016      | A Terra Prometida                  | Kamir Verona, Rei de Ai       |                                           | RecordTV          |
| 2016      | Detetives do Prédio Azul           | Mercúrios                     | Episódio: "O Eclipse"                     | Gloob             |
| 2018      | 1 Contra Todos                     | Detetive Plínio Salomão       |                                           | Fox Brasil        |
| 2018      | Apocalipse                         | Elias                         |                                           | RecordTV          |
| 2019      | Malhação: Toda Forma de Amar       | Max Alves                     | Temporada 27                              | Rede Globo        |
| 2022-2023 | Praxx                              | Alberto                       | 8 episódios                               | OPTO              |
| 2025      | Dona Beja                          | José Alves                    |                                           | Max               |

## Direção/Produção
| Ano  | Título          | Cargo   |
| ---- | --------------- | ------- |
| 2006 | Bicho do Mato   | Diretor |
| 2007 | Luz do Sol      | Diretor |
| 2008 | Chamas da Vida  | Diretor |
| 2016 | Casa de Bonecas | Diretor |
| 2017 | Belaventura     | Diretor |

| Ano  | Título                     | Cargo    |
| ---- | -------------------------- | -------- |
| 1990 | Barrela: Escola de Crimes  | Produtor |
| 2002 | 2 Perdidos numa Noite Suja | Produtor |
| 2006 | Depois Daquele Baile       | Diretor  |
| 2014 | Mão na Luva                | Diretor  |

## Prêmios
- Ganhou o Kikito de Ouro de Melhor Ator Coadjuvante, no Festival de Gramado, por A Maldição de Sanpaku (1991).
- Ganhou o Lente de Cristal de Melhor Ator, no Festival de Cinema Brasileiro de Miami, por Tolerância (2000).